# 曹守貞
曹守貞（1512年—？），字子一，又字毅父，號紫峰，直隸揚州府江都縣人，民籍，明朝政治人物。

## 生平
嘉靖十年（1531年）辛卯科應天府鄉試第十五名舉人。嘉靖十七年（1538年）中式戊戌科會試第五十七名，登第三甲第五十七名進士。初授浙江遂昌縣知縣，嘉靖三十年（1551年）任曲周縣知縣，官至江西饒州府知府。

## 家族
曾祖曹彥和；祖父曹斌；父曹璿，號玉斋，監生。母周氏。兄守愚。弟守約。